# Hussein Iashaish
Hussein Iashaish est un boxeur jordanien né le 6 août 1995 à Salt.

## Carrière
Hussein Iashaish remporte aux championnats d'Asie de boxe amateur 2015 et 2017 la médaille de bronze dans la catégories des poids super-lourds.
Il est par ailleurs le porte-drapeau de la Jordanie lors de la cérémonie d'ouverture des jeux olympiques d'été de 2016.

## Palmarès

### Championnats d'Asie
- Médaille de bronze en -91 kg en 2019 à Bangkok, Thaïlande
- Médaille de bronze en +91 kg en 2017 à Tachkent, Ouzbékistan
- Médaille de bronze en +91 kg en 2015 à Bangkok, Ouzbékistan

### Jeux panarabes
- Médaille d'or en -80 kg en 2023 à Alger, Algérie